# Хрущёво (городской округ город Тула)
Хрущёво — село в Тульской области России. 
В рамках организации местного самоуправления входит в городской округ город Тула, в рамках административно-территориального устройства является центром Хрущёвского сельского округа Ленинского района Тульской области.

## География
Расположено к северо-западу от областного центра, города Тула. Находится на правом берегу реки Упы, между деревней Барсуки к западу и посёлком Плеханово к востоку.

## Население
| 2002 | 2010  | 2021  |
| ---- | ----- | ----- |
| 3524 | ↘3404 | ↗3431 |

## История
Название Хрущево дано селу по фамилии его бывшего владельца.
Хрущевский приход существовал в начале второй половины XVIII столетия, возможно и гораздо ранее. 
В 1895 году к приходу этого села относились деревни: Протопопово, Банино, Барсуки, Малые Барсуки и Барсуковские Выселки. Общее население прихода достигало 2031 душ мужского пола и 2048 душ женского пола. Занятие жителей было разнообразно: помимо земледелия, занимались мастерством: слесарным, самоварным, кровельным, малярным, коробиным (заготовлением лубяных коробов) и решетным. По местным письменным церковным памятникам. 
Первоначальный храм в селе был деревянный. Взамен него в 1797 году был построен новый каменный храм усердием и средствами жены генерала-майора Марии Ивановны Высоцкой. В своем первоначальном виде он имел два предела: в главном храме во имя Богоявления Господня и в трапезной, с правой стороны, приделанный алтарь во имя Святого Николая Чудотворца. По причине тесноты и малой вместимости трапезной части, последняя в 1855 году была расширена, причем правый предельный алтарь заново перестроен, а с левой стороны, параллельно ему, устроен новый предел во имя Святого Георгия Победоносца. Перестройка эта была произведена на средства церкви и прихожан. При церкви с 1867 года существует церковно-приходское попечительство. При церкви села Хрущева состояла земская народная школа. В 1894 году была открыта школа грамоты, а в 1895 году церковно-приходская школа, которая располагалась на церковной земле в деревянном здании.
В годы советской власти значительно увеличивается застройка села. Первое производство упоминается в 1923 году - Хрущевская токарная артель кустпромсекции производственно-технического управления ТГСНХ. Появляются небольшие производства, которые выпускали металлические изделия: "Артель инвалидов", завод "Металлоизделий". Возводится отдельное здание администрации, прошлое находилось в деревянном двухэтажном  доме недалеко от храма, таким образом административный центр села смещается на запад. Там же строятся двухэтажные дома по проекту "хрущевок".  Часть населения была занята в совхозе "Приупские зори", на аллювиальных почвах в долине реки Упы находились основные посевные площади. Северо-западная часть застраивалась более качественным жильем по типу "дуплекс".
Исторически западная часть села не была заселена, недалеко от улицы Совхозной располагались поля и овраги, в одном из них, именуемым "Арининский" (по другим источникам "Аринкин") протекал ручей, в результате он был перекрыт дамбой, а из получившегося пруда питались водой теплицы совхоза. Другой овраг сейчас располагается между улицами Тимирязева и Молодежная и исторически носил название "Стрижак" (по другим источникам "Стрижин"). Северная часть села ограничена оврагом "Каменским", а еще севернее в позднее советское время гражданам выделили дачные участки.
В селе действует средняя школа, которая носит имя А.И Миронова, известного лётчика времен Великой Отечественной войны, бывшего ученика этой школы. Планировалось перенести школу в новое здание, но из-за просчетов, не был учтен обводненный характер местности и уже построенный фундамент просто забросили. 
Также не был достроен новый корпус завода "Металлоизделий", который по легендам строился на старом кладбище.
До 1990-х гг. село было центром Хрущёвского сельского совета Ленинского района Тульской области, с 1997 года — Хрущёвского сельского округа. 
В рамках организации местного самоуправления с 2006 до 2014 гг. село было центром сельского поселения Хрущёвское Ленинского района. С 2015 года входит в Зареченский территориальный округ в рамках городского округа город Тула. 